# Prix Constantin
Der Prix Constantin ist ein französischer Musikpreis. Seit 2002 werden mit ihm jedes Jahr in Frankreich produzierte Alben von aufstrebenden Künstlern und Bands ausgezeichnet. Kriterien für die Vergabe durch eine Jury sind Talent, Originalität und Potential. Benannt ist der Preis nach dem 1996 verstorbenen Produzenten Philippe Constantin. Organisatoren sind die Verbände SNEP und UPFI. Jedes Jahr wird eine Album-Zusammenstellung aus je einem Titel der 10 nominierten Künstler herausgegeben. Aufzeichnungen und Berichte von der mit einem Konzert einhergehenden Preisverleihung übertragen France Inter, France 2 und France 4. Weitere Partner sind unter anderen die Plattenfirmen Virgin und Fnac sowie die Verwertungsgesellschaft SACEM.

## Preisträger
Folgende Interpreten und Alben wurden ausgezeichnet:
- 2002: Avril – That Horse Must Be Starving
- 2003: Mickey 3D – Tu vas pas mourir de rire
- 2004: Cali – L'amour parfait
- 2005: Camille – Le fil
- 2006: Abd al Malik – Gibraltar
- 2007: Daphné – Carmin
- 2008: Aṣa – Aṣa
- 2009: Emily Loizeau – Pays sauvage
- 2010: Hindi Zahra – Handmade
- 2011: Selah Sue – Selah Sue